# DaiShun
DaiShun（ダイシュン）は、日本のカップルYouTuber、モデル、インフルエンサー。new evidence所属。

## 略歴・概要
2024年7月よりNetflixにて全世界配信されている、日本初となる男性同士の恋愛リアリティショー「ボーイフレンド」の出演者同士で成立した、中西瞬（シュン）と中井大（ダイ）のカップル。
2023年秋に行われた番組撮影終了後より交際と同棲を開始していたが、2024年夏にNetflixにて「ボーイフレンド」が配信されるまでは公表を控えていた。全話が配信されたのち、8月3日にYouTubeのNetflix公式チャンネルにて配信された「第4回ボーイフレンドナイト」にて、順調な交際中であることを公表。
同8月5日に連名でのYouTubeチャンネルを開設し、初のショート動画を投稿。開設から1日を待たずにチャンネル登録者数10万人、3日間で30万人を突破した。以降、Netflixでの「ボーイフレンド」最新話配信時刻であった毎週火曜日16時に合わせ、自分たちで撮影・編集を行ったvlogの投稿を続けている。
YouTubeへの投稿以外にも、同8月31日には中国・上海にて初のファンミーティングが開催され、ほか雑誌への掲載やイベント登壇などアジアを中心に国内外で広範な活動を行う。同9月18日発売の『an・an』2414号Special Editionでは活動開始から2ヶ月程にして2人で表紙を飾り、同誌の告知では「いま世界を虜にする、最強カップル」とのコピーが添えられた。
呼称については、本人たちの間やメディアでも「DaiShun」と「ShunDai」が混在・併記される場合がある。この件についてシュンはYouTubeLiveで行ったQ&Aで「（活動名としては）DaiShunで統一していっているが、どちらでも大丈夫」との旨を話している。

## 人物

### 中西瞬（なかにし しゅん）
- 出身：福岡県[9]
- 生年：2000年（1999年度）
- 身長：178cm
- 好きなアーティスト：宇多田ヒカル、Cashmere Cat
- 好きなキャラクター：ドラえもん
- 好きな色：青

DJ、作曲家として「Haze glitch」名義で番組参加前より楽曲発表を行っており、DaiShunチャンネルでのvlogのBGMも自身で作曲している。

### 中井大（なかい だい）
- 出身：神奈川県[9]
- 生年月日：2000年10月6日[10]
- 好きなYouTuber：Emma Chamberlain[11]
- 好きな色：緑

現役大学生（2024年現在）、メディア・マーケティング関係を専攻。英語に堪能でニュージーランドへの留学経験を持ち、vlogは全てダイ自身により日英の字幕対応がされている。

## 出演

### テレビ番組
- ボーイフレンド 全10話（2024年7月9日 - 30日、Netflix）
- 突然ですが占ってもいいですか？（2024年10月6日、フジテレビ） - ゲスト出演[12]

### テレビドラマ
- 日本一の最低男 ※私の家族はニセモノだった 第2話（2025年1月16日〈予定〉、フジテレビ） - 柊智也 役（中井）[13]

### ラジオ番組
- こねくと（2024年10月21日、TBSラジオ） - ゲスト出演[14][15]

### イベント
- SEEK Party × DaiShun in Shanghai（2024年8月31日、中国・上海）
- 東京都 とうきょう若者ヘルスサポート（わかさぽ）トークイベント（2024年9月19日、東京ウィメンズプラザホール）[16]
- TBCメンズコスメLUWONT 特別トークショー（2024年9月21日、伊勢丹会館）※シュン個人登壇[17]
- ALLURE K-BEAUTY FAIR in TOKYO（2024年10月14日、渋谷ヒカリエ ホールA）[18]
- セレッソ大阪 セレ女デー（2024年10月19日、ヨドコウ桜スタジアム）[19]
- otona MUSE × ＆ROSY オトナの美容祭 丸山敬太トークショー（2024年10月26日、六本木ヒルズ大屋根プラザ）[20]
- DaiShun 1st Fan Meetin in Japan（大阪・2024年11月27日、阪急うめだホール／東京・12月2日、飛行船シアター）
- DAISHUN COLORFUL BANGKOK（2024年12月14日、Ultra Arena Bravo BKK／タイ・バンコク）[21]

### Web配信
- Netflix公式チャンネル 第4回ボーイフレンドナイト（2024年8月3日、YouTube）[3]
- DaiShunチャンネル（2024年8月5日～、YouTube）
- DAZED KOREA コラボインスタグラムライブ（2024年8月7日、Instagram）
- Fashionsnap 【今日あなたは何着てる？】SHUNDAIが登場！？（2024年8月21日、Instagram他）[22]
- Netflix「ボーイフレンド」公式インスタグラムライブ（2024年8月25日、Instagram）
- ELLE JAPAN公式チャンネル What's in my bag（2024年8月28日、YouTube他）[23]
- DAZED KOREA公式チャンネル Chemistry CATCH UP（2024年9月13日、YouTube）[24]
- MEW’S BOXチャンネル Netflix「ボーイフレンド」出演者全員とBoystalk（2024年9月14日、YouTube）
- oricon公式チャンネル 『ボーイフレンド』“ボーイズ”たちの初テレビ収録に独占密着（2024年10月7日、YouTube）
- 東京都福祉局 子供・子育て支援部家庭支援課チャンネル 9月19日イベントレポート（2024年10月10日、YouTube）[25]

### その他
- photoism 期間限定アーティストフレーム（2024年10月1日 - 14日、photoism）[26]
- SHIKARI Seeme.  SHIKARI MATE（2024年10月11日～、株式会社長寿乃里）[27]

## 掲載

### 雑誌
- DAZED KOREA 2024 September issue（2024年9月2日、L’EXTREME）
- FINEBOYS+plus BEAUTY vol.10（2024年9月2日、日之出出版）
- with BOYFRIEND No.2（2024年9月5日、講談社）
- an・an 2414号（2024年9月18日、マガジンハウス） - Special Edition表紙
- an・an 2416号（2024年10月2日、マガジンハウス） - Special Edition表紙
- FINEBOYS 11月号（2024年10月14日、日之出出版）※シュン個人掲載
- an・an 2419号（2024年10月23日、マガジンハウス）
- デザート 12月号（2024年10月23日、講談社）

### Web記事
- Tudum by Netflix / Everything You Need to Know About The Boyfriend（2024年8月8日）[28]
- モデルプレス / Netflix「ボーイフレンド」インタビュー連載（2024年8月10日・18日）[29][30]
- ELLE JAPAN / What's in my bag（2024年8月28日）[31]
- 美的 / Netflix「ボーイフレンド」ダイシュンのこだわりスキンケアを深掘り！（2024年9月4日）[9]
- モデルプレス / Netflix「ボーイフレンド」9人の今後の活動に迫る（2024年9月6日）[32]
- 美的 / Netflix「ボーイフレンド」ダイシュンの“自分とお互いの好きなところ”は？マインドアップ術（2024年9月10日）[11]
- VOGUE JAPAN / ボーイフレンド』のダイ&シュンが語る、等身大のラブストーリー【私たちのパートナーシップ Vol.5】（2024年9月17日・18日）[33][34]
- an・an NEWS / DAI×SHUN（2024年9月24日・25日）[35][36]
- NHK 虹クロ / コラム・どう思われるかではなく、どう行動するか（2024年10月1日）※ダイ個人掲載[37]
- MAQUIA Online / 【BOYFRIENDS’ BEAUTY vol. 4】ダイ＆シュン編（2024年10月5日）[38]
- an・an NEWS / SHUN、DAIと振り返る『ボーイフレンド』での愛の軌跡（2024年10月8日）[39]
- SHIKARI meets SHIKARI MATE（2024年10月11日）[27]
- TOKYO HEADLINE WEB / 韓国発ブランド「アンダーソンベル」渋谷で日本初ポップアップ（2024年10月12日）[40]

## 作品

### ディスコグラフィ
※シュン個人・Haze glitch名義
| 配信日        | タイトル                    | 制作者            | 規格                   |
| ------------- | --------------------------- | ----------------- | ---------------------- |
| 2023年1月27日 | fiction (Haze glitch Remix) | Haze glitch & Naz | デジタル・ダウンロード |
| 2023年3月10日 | Parallel                    | Haze glitch       | デジタル・ダウンロード |
| 2023年3月17日 | For You                     | Haze glitch       | デジタル・ダウンロード |
| 2023年4月5日  | Transient                   | Haze glitch       | デジタル・ダウンロード |
| 2023年7月14日 | EVERMORE                    | Haze glitch       | デジタル・ダウンロード |
| 2024年10月4日 | What I Feel                 | Haze glitch       | デジタル・ダウンロード |